# Сергии Плавты
Се́ргии Пла́вты (лат. Sergii Plauti) — плебейская ветвь древнего патрицианского рода Сергиев, ведущего, по преданию, свою родословную от троянца Сергеста, спутника Энея. Первые представители данной ветви Сергиев фигурируют в сохранившихся источниках, начиная с 200 года до н. э. Когномен «Плавт» (plautus) указывает на широкие, оттопыренные уши, которые носил, по-видимому, родоначальник этой ветви.
Другой, патрицианской, ветвью Сергиев являлись Силы.
Из числа наиболее известных Сергиев Плавтов можно выделить следующих личностей:
- Гай Сергий Плавт (ум. после 199 до н. э.), городской претор Рима (лат. praetor urbanus[4]) в 200 году до н. э. Его правление было продлено и на следующий год, в течение которого он сумел обеспечить ветеранов землёй в Испании, на Сицилии и Сардинии[5];
- Луций Сергий Рекс Плавт (I в. до н. э[6].), отец Сергии Плавтиллы и дед консула-суффекта 33 года Гая Октавия Лената, входивший в состав жреческой коллегии палатинских салиев и занимавший должность квестора в неустановленном году[7][6] (по одной из версий[8], в период до 12 года до н. э.);
- (Сергий) Плавт (ум. после 61 до н. э.), член судебной коллегии[9] (возможно[10], из сенаторского сословия[11]), в мае 61 года до н. э. разбиравшей дело о святотатстве во время праздника Благой богини[12][13]. Сенатор по имени Плавт, из Фалернской трибы[14], фигурирует в одном сенатском постановлении, датируемым 35 годом до н. э[15][16]. По одной из версий, этот римлянин вполне мог принадлежать к Сергиям и может быть отождествлён с членом судебной коллегии 61 года[17];
- (Сергий) Плавт (ум. после 2), претор Империи во 2 году, шурин Гая Рубеллия Бланда и отца консула-суффекта 33 года Октавия Лената;
- Сергия Плавтилла (ум. после 30/35), дочь консула-суффекта 33 года Гая Октавия Лената и мать императора Нервы.